# 칩 필즈
칩 필즈(Chip Fields, 1951년 8월 5일 ~ )는 미국의 가수, 배우, 텔레비전 감독, 제작자이다.
뉴욕에서 태어났다.

## 작품 목록
- 우먼 다우 아트 루지드 (2004년)
- 리빙 싱글 (1993년)
- 레이디 (1979년)
- 블루 칼라 (1978년)
- 스파이더맨 2 (1978년)

### 텔레비전
- 어메이징 스파이더맨 (1978-79) - 출연
- One on One (2003-06) - 연출
- Tyler Perry's House of Payne (2007-12) - 연출
- Meet the Browns (2009) - 연출